# Alps Penins
Els Alps Penins o Alps del Valais són una regió dels Alps, situada als Alps Occidentals, al sud del cantó del Valais (en alemany "Wallis") entre la vall d'Aosta i la vall del Roine. Estan a cavall entre Suïssa i Itàlia.

En italià s'anomenen "Alpi Pennine", en francès "Alpes Valaisannes", i en alemany "Walliser Alpen" o "Penninische Alpen".

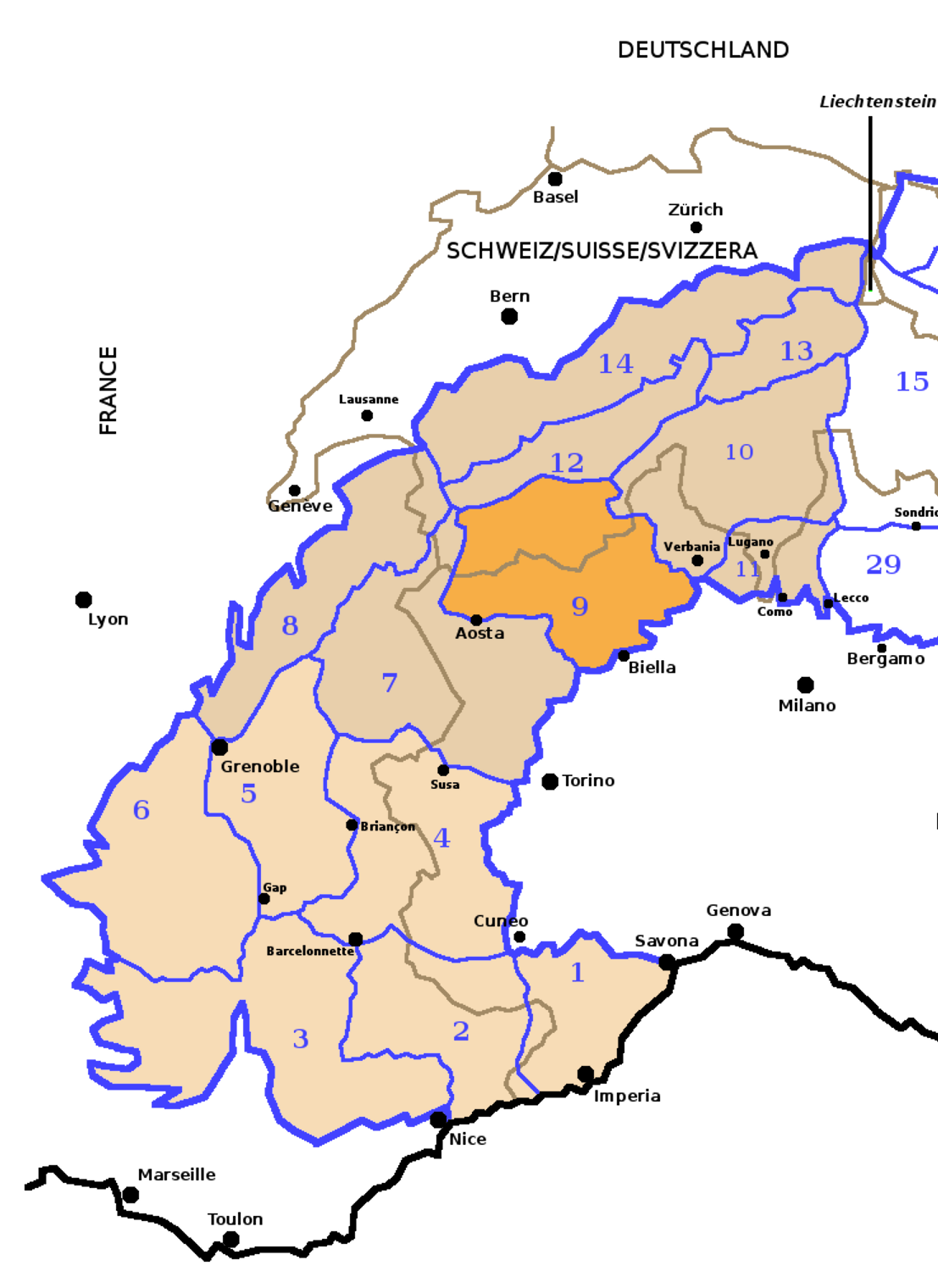
Alps occidentals segons SOIUSA, amb els Alps Penins en taronja

## Cims més rellevants
- La Punta Dufour / Dufourspitze (Mont Rosa)(4.634 m)

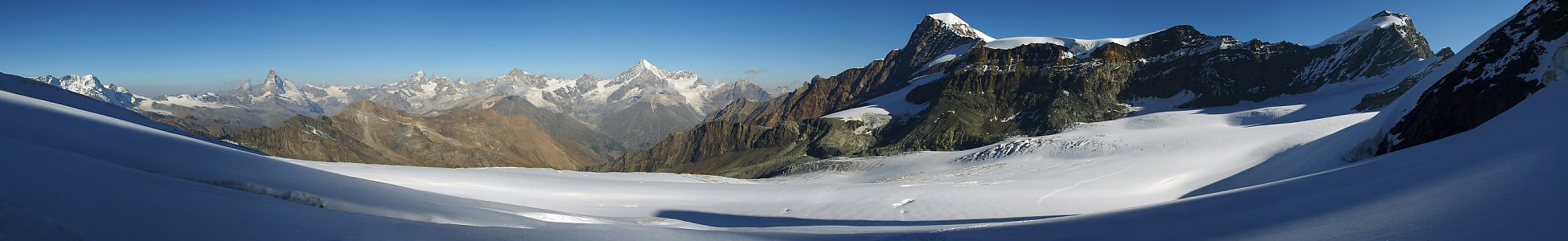
Els Alps Penins des del Pas Allalin

- El Dom de Mischabel (4.545 m)
- El Weisshorn (4.505 m)
- El Cerví / Matterhorn (4.477 m)
- La Dent Blanche (4.357 m)
- El Grand Combin (4.314 m)